# Manoir de Kernault
Le manoir de Kernault est une demeure situé sur la commune française de Mellac, dans le département du Finistère. Il a été classé  au titre des monuments historiques par arrêté du 13 août 1991.
Depuis le 1er janvier 2006, cinq domaines patrimoniaux du Finistère - l’abbaye de Daoulas, l’abbaye du Relec, le manoir de Kernault, le château de Kerjean et le domaine de Trévarez - sont réunis au sein de l’établissement public de coopération culturelle « Chemins du patrimoine en Finistère ». Pour l’année 2009, ces cinq équipements ont accueilli 173 555 visiteurs, soit un peu plus de 10 % de la fréquentation totale des structures du Finistère.

## Historique
Le manoir de Kernault et le domaine qui lui est associé ont été la propriété successive, par le jeu des alliances, des familles de Lescoët du XVe au XVIe siècle, Le Beuff (vers 1550-1600), Le Véer au XVIIe siècle, de Coëtnours  au XVIIe siècle, du Vergier de Kerhorlay de la fin du XVIIe au début du XXe siècle et enfin des Poulpiquet de Brescanvel.
À la suite du décès de sa propriétaire en février 1989, le manoir et ses dépendances sont acquis par le département du Finistère en juin 1990. Classé monument historique en août 1991, il fera l'objet d'importants travaux de restauration.
Le premier propriétaire connu s'appelait Yvon de Lescoët. Il avait été anobli en 1464 par le duc François II pour ses terres de Guilligourgant. En 1471 il fit faire à Kernault plusieurs édifices tant en maisons, parcs, clôtures que prairies. Au milieu du XVIe siècle, 25 villages de la paroisse de Mellac dépendent de la seigneurie de Kernault dont le seigneur se déclare prééminencier et supérieur de l'église où enfeus, vitraux et bancs portent ses armes en tant que patron fondateur. La seigneurie de Kernault était alors pour moitié du fief de Quimerc'h et pour moitié du fief du roi. Au XVIIe siècle la famille Le Beuff y fit construire un vaste grenier à pans de bois. Au XVIIIe siècle, la salle seigneuriale est décorée de boiseries sculptées.
Pendant la Révolution française, Jean-Marie du Vergier y cache des prêtres réfractaires. Pendant le Premier Empire, les du Vergier de Kerhorlay y aménagèrent une ferme expérimentale. Par mariage, le domaine devint au XXe siècle la propriété de la famille De Poulpiquet de Brescanvel. Jacques de Poulpiquet de Brescanvel en fait un lieu d'élevage pour les chevaux de selle. À la suite du décès de Mme de Poulpiquet de Brescanvel en 1989, le domaine est acheté en 1990 par le département du Finistère.
Il accueille actuellement le « centre de recherche et de documentation sur la littérature orale » sous la responsabilité de Fañch Postic et du Centre de recherche bretonne et celtique.
Une campagne de restauration du manoir a été entamée à l'automne 2020, elle devait s'achever en mars 2025 mais une partie du manoir a été détruite par un incendie qui s'est déclaré le 12 janvier 2025 alors que les travaux étaient en cours d’achèvement.

## Description
Le domaine de Kernault se compose aujourd'hui de l'ancien logis seigneurial que prolongent une longère et une chapelle. Un vaste corps de bâtiments à fonctions multiples, est construit, dans la première moitié du XVIIe siècle, face au logis séparé par la cour. Faisant corps de passage, il comprend un logement de métayer, une remise à voitures pourvue d'arcade et un immense grenier à blé, dont l'élévation sur cour est réalisée en pans de bois. Ce grenier souligne la vocation agricole du domaine ; les seigneurs de Kernault se livraient selon toute vraisemblance à la spéculation sur les grains. Le domaine, qui s'étend sur plusieurs hectares, comporte en outre plusieurs bois, un enclos des chevaux, un vivier et un verger.
Le logis principal, qui comporte deux étages et des combles, possède un escalier monumental en vis ainsi qu'une grande salle dans laquelle on peut voir une imposante cheminée monumentale en pierre de la fin du XVe siècle, et deux pièces de tapisserie. Les armes des Le Véer et des de Lescouët sont visibles sur les lucarnes du manoir. La chambre seigneuriale de l'étage communiquait à travers une petite baie, hagioscope, avec la chapelle qui disposait d'un autre accès emprunté par la domesticité pour assister aux offices.

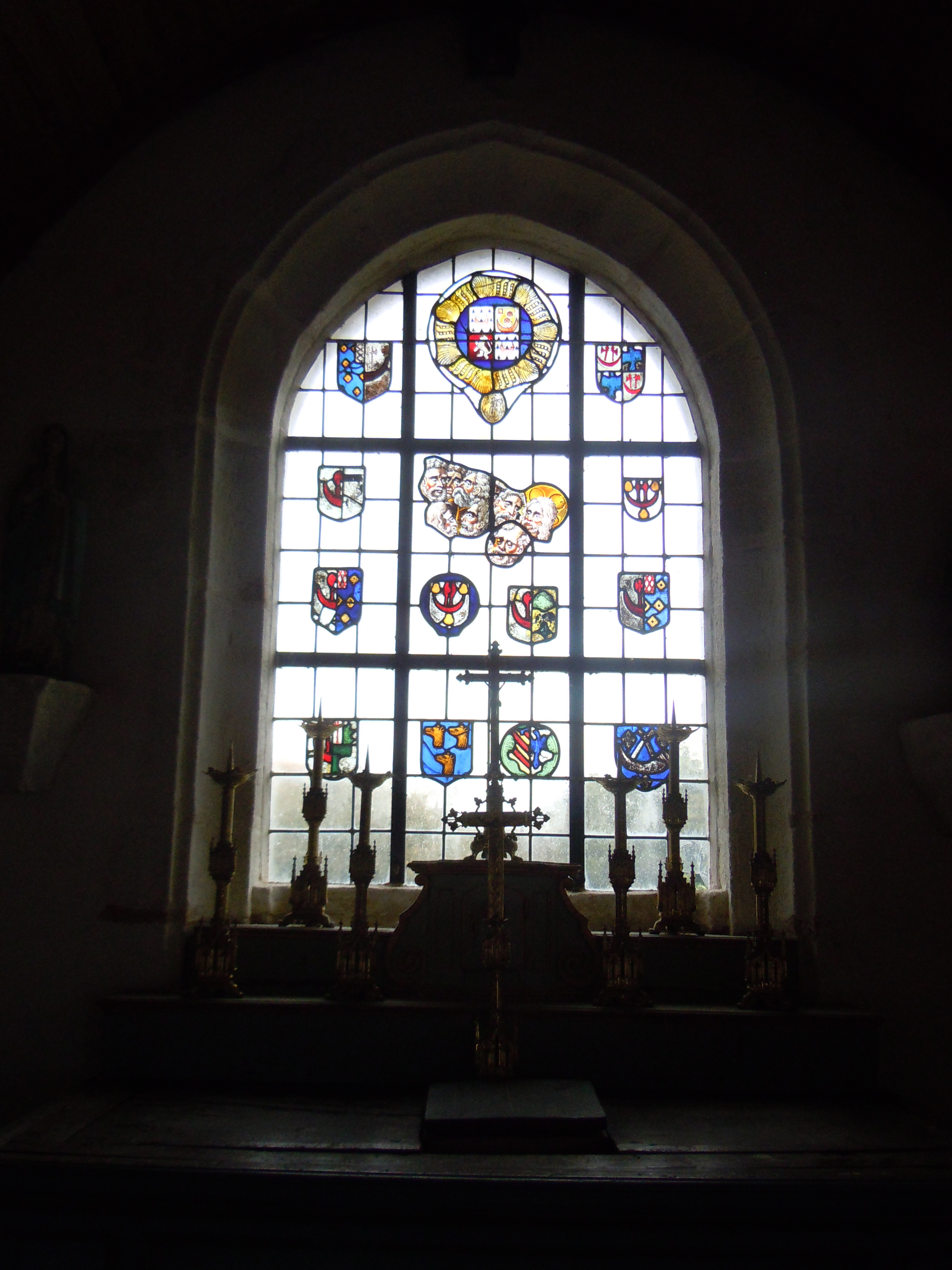
Verrière de la chapelle.

Dans la chapelle, des fragments des vitraux provenant de l'ancienne église paroissiale de Mellac, détruite en 1876, sont visibles dans la verrière. Sur ces fragments sont représentés les blasons des anciens seigneurs de la paroisse. On peut voir au sommet de la verrière les armes des familles de Hautbois et de Quimerc'h dans un collier de Saint-Michel et en bas celles des familles de Lescouët et du Tertre.
Les communs à pans de bois sont devenus un lieu d'exposition.